# Boedo (subte de Buenos Aires)
Boedo es una estación de la línea E de la red de subterráneos de la Ciudad de Buenos Aires. Se encuentra ubicada debajo de la intersección de las avenidas San Juan y Boedo en el barrio del mismo nombre. Se libró al servicio público el 9 de julio de 1960. Durante 16 años, desde 1944, funcionó un apeadero provisional a 150 metros de la estación definitiva.
Fue terminal de la línea E hasta la inauguración de las extensiones a las estaciones Avenida La Plata y Bolívar, el 24 de abril de 1966. En 1997 fue declarada monumento histórico nacional.

## Decoración
La estación Boedo no pertenece a la sección original de la línea E, que fue inaugurada hasta la estación General Urquiza en 1944, y por lo tanto sus murales no continúan el concepto original de la constructora CHADOPyF.
Estos se hallan en las arcadas de las escaleras que unen el andén con el vestíbulo, pertenecen a distintos autores, y no tienen una temática en común; aunque ambos fueron realizados por Cerámica Villamayor en Buenos Aires. 
El primero, titulado Boedo a mediados del siglo XIX, fue basado en bocetos de 1959 de Alfredo Guido, mientras que el otro se basó en bocetos de Primaldo Mónaco de 1959 y se llama Niños jugando.
En el vestíbulo de la estación se encuentra también un busto que homenajea al diputado del Congreso de Tucumán por la provincia de Salta que da nombre a la estación, Mariano Boedo.
En 2015 la estación se intervino con obras en homenaje a Homero Manzi y Aníbal Troilo, del artista Pedro Cuevas.

## Hitos urbanos
Se encuentran en las cercanías de esta:
- Autopista 25 de Mayo
- Escuela Primaria Común N.º 14 Intendente Alvear
- Centro Cultural El Surco
- Centro Cultural Boedo
- Espacio Cultural Julián Centeya
- Museo Monte de Piedad - Banco Ciudad de Buenos Aires
- Los Bares Notables: Esquina Homero Manzi y Café Margot

## Imágenes

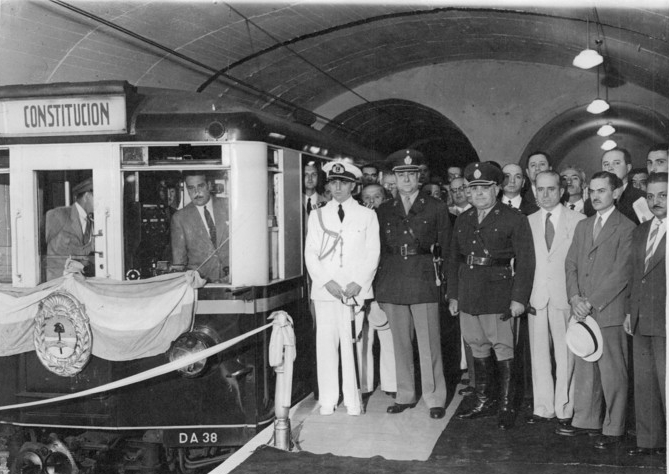
Inauguración del apeadero provisorio Boedo en 1944.
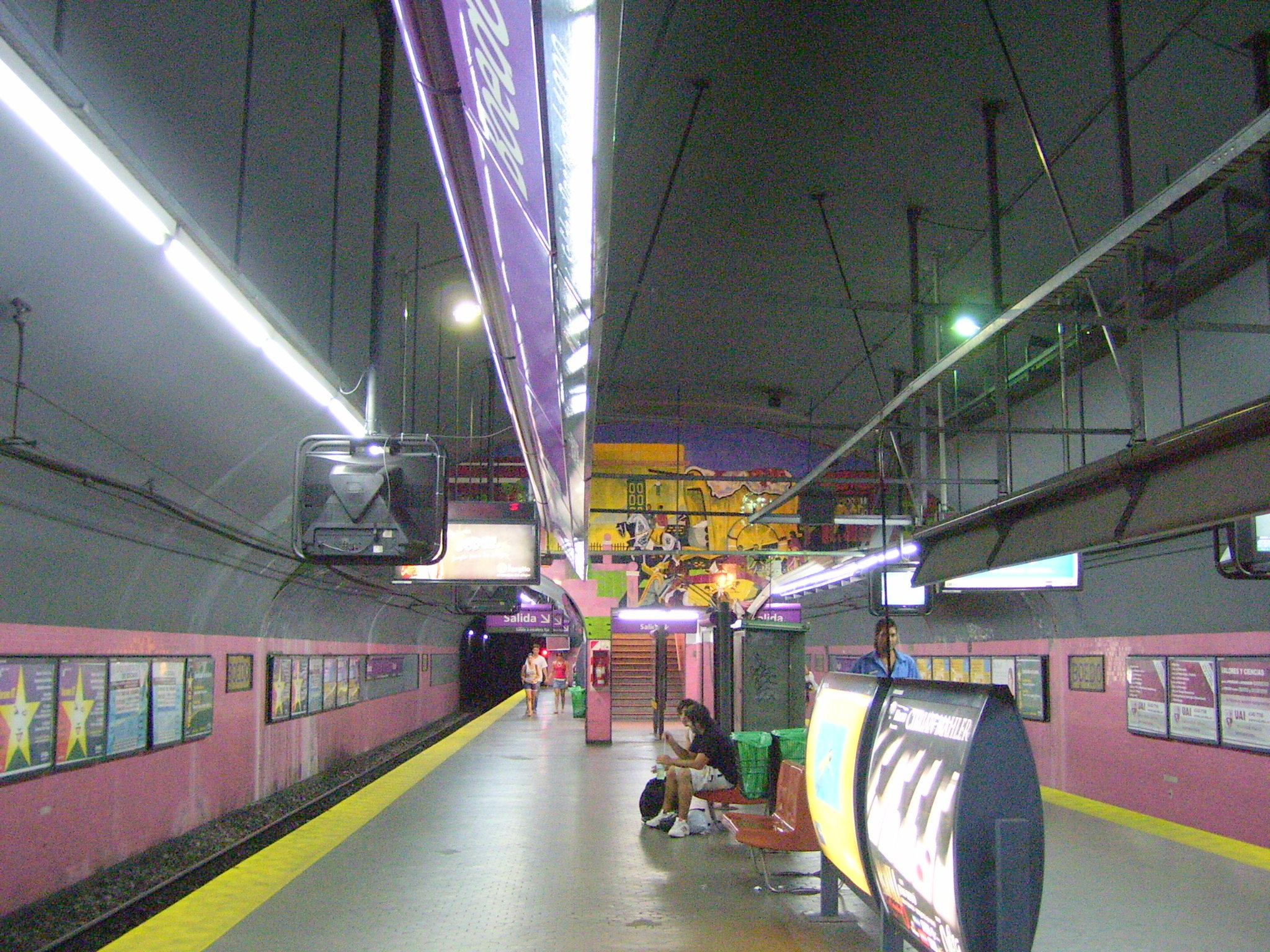
Vista de la estación definitiva
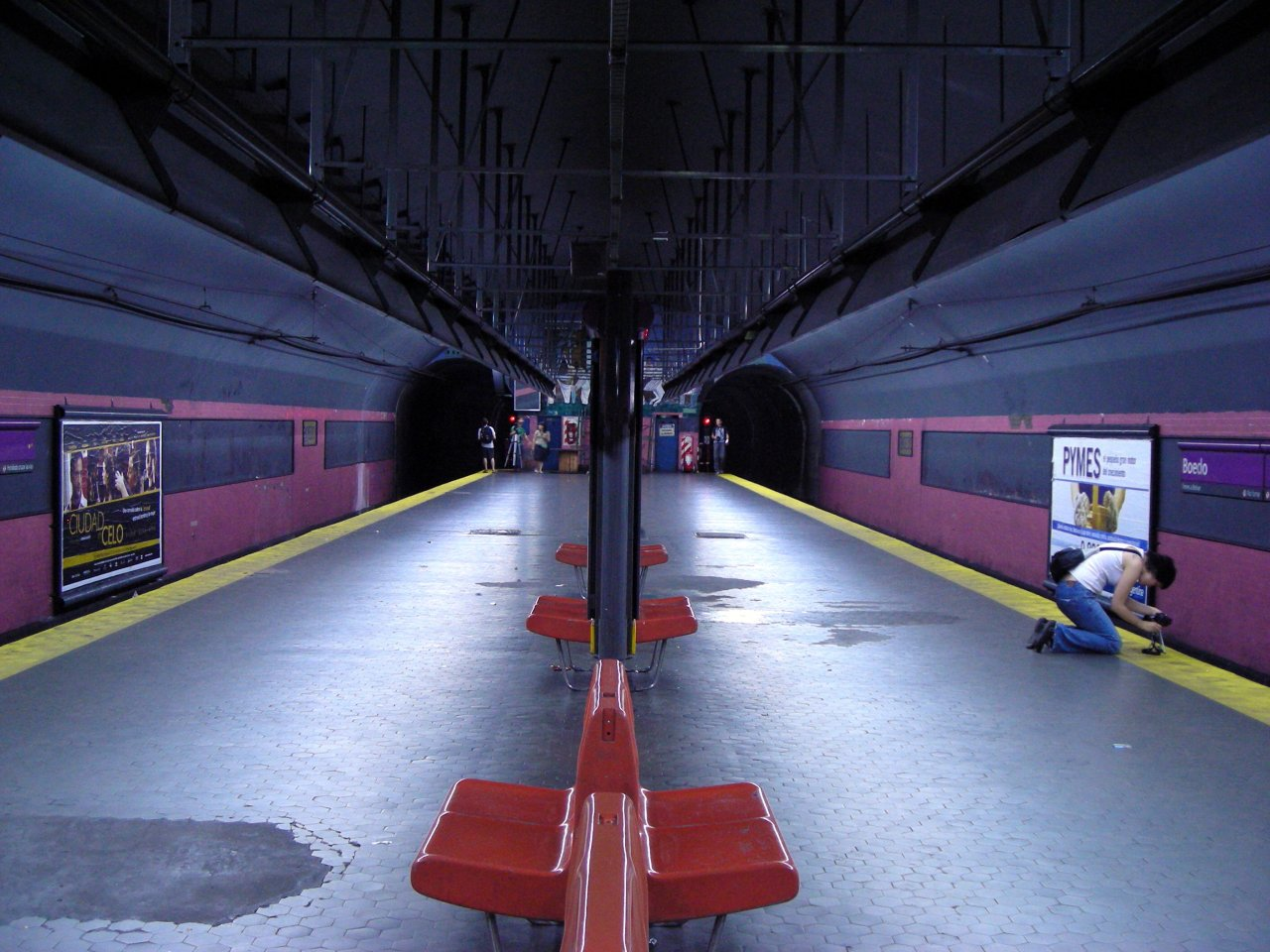
Otra vista del andén
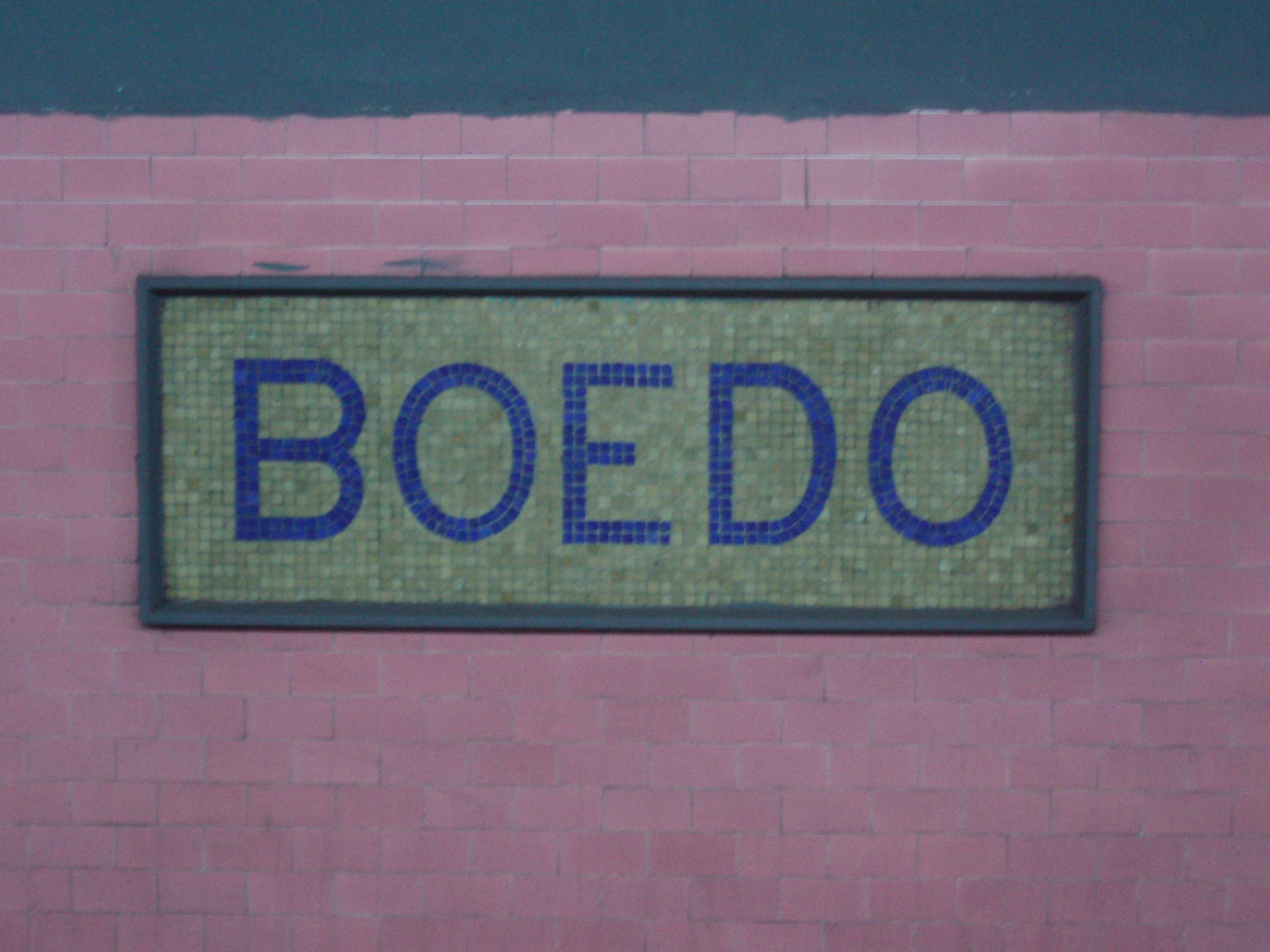
Cartel hecho con venecitas
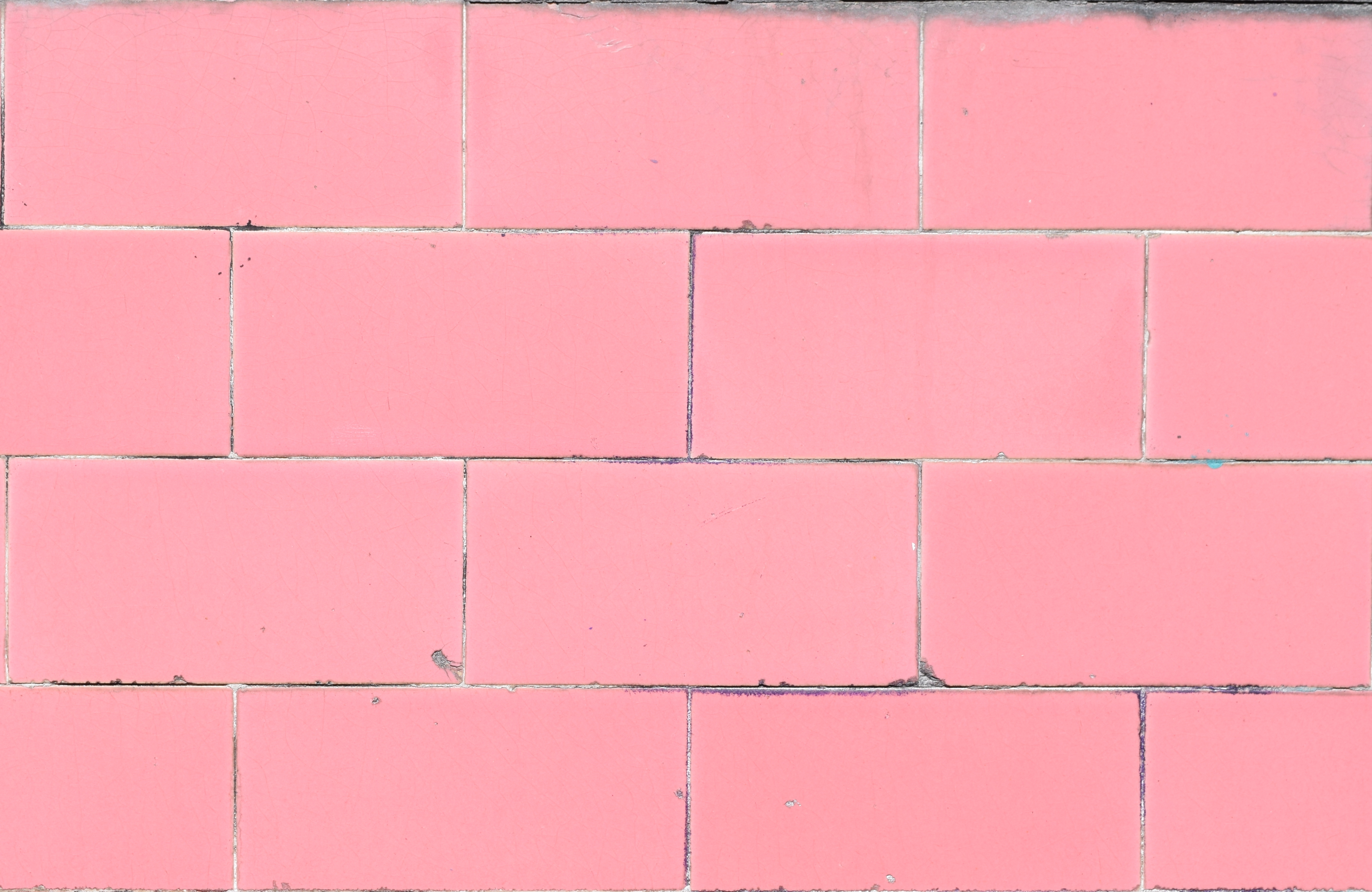
Alicatado
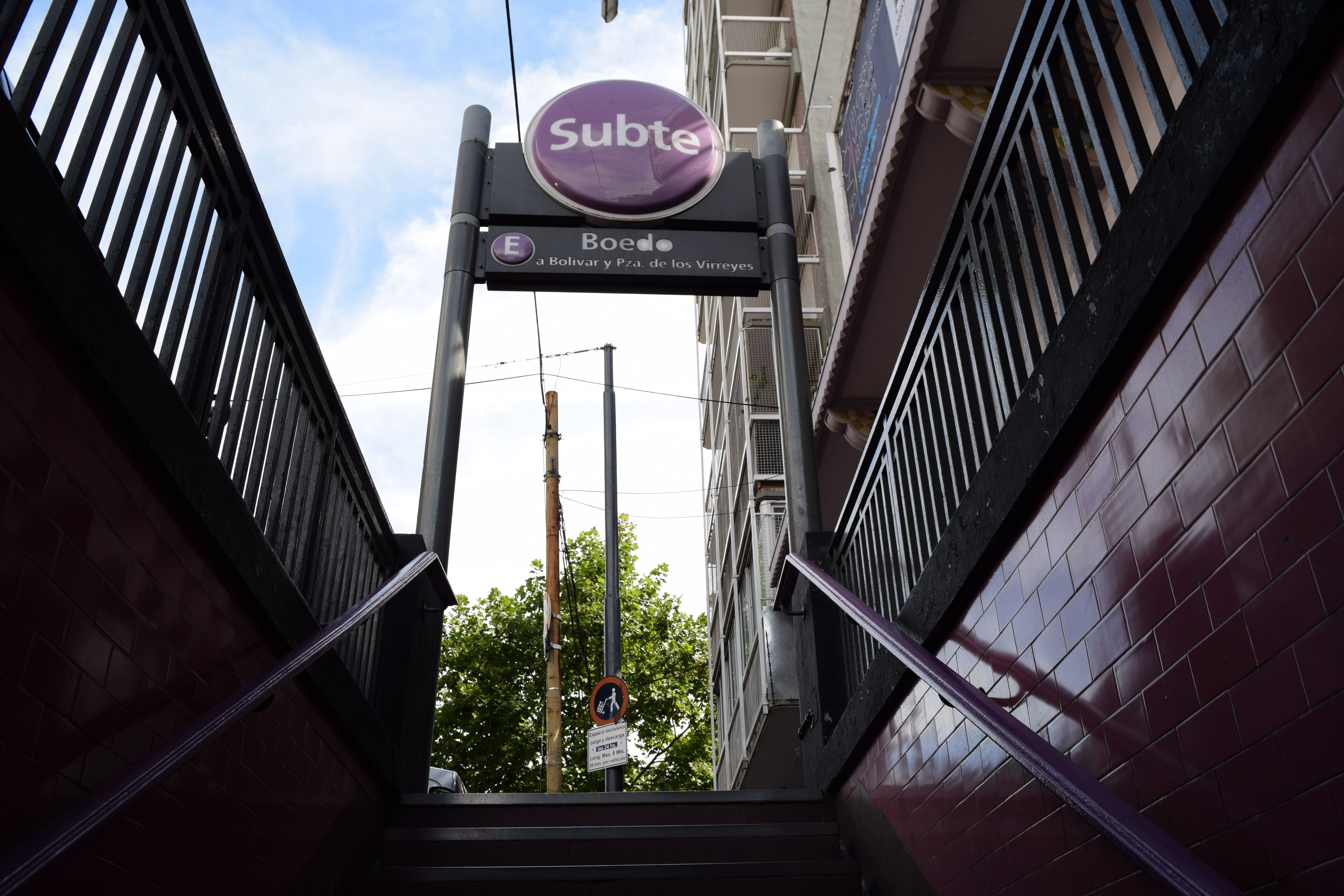
Acceso en 2015
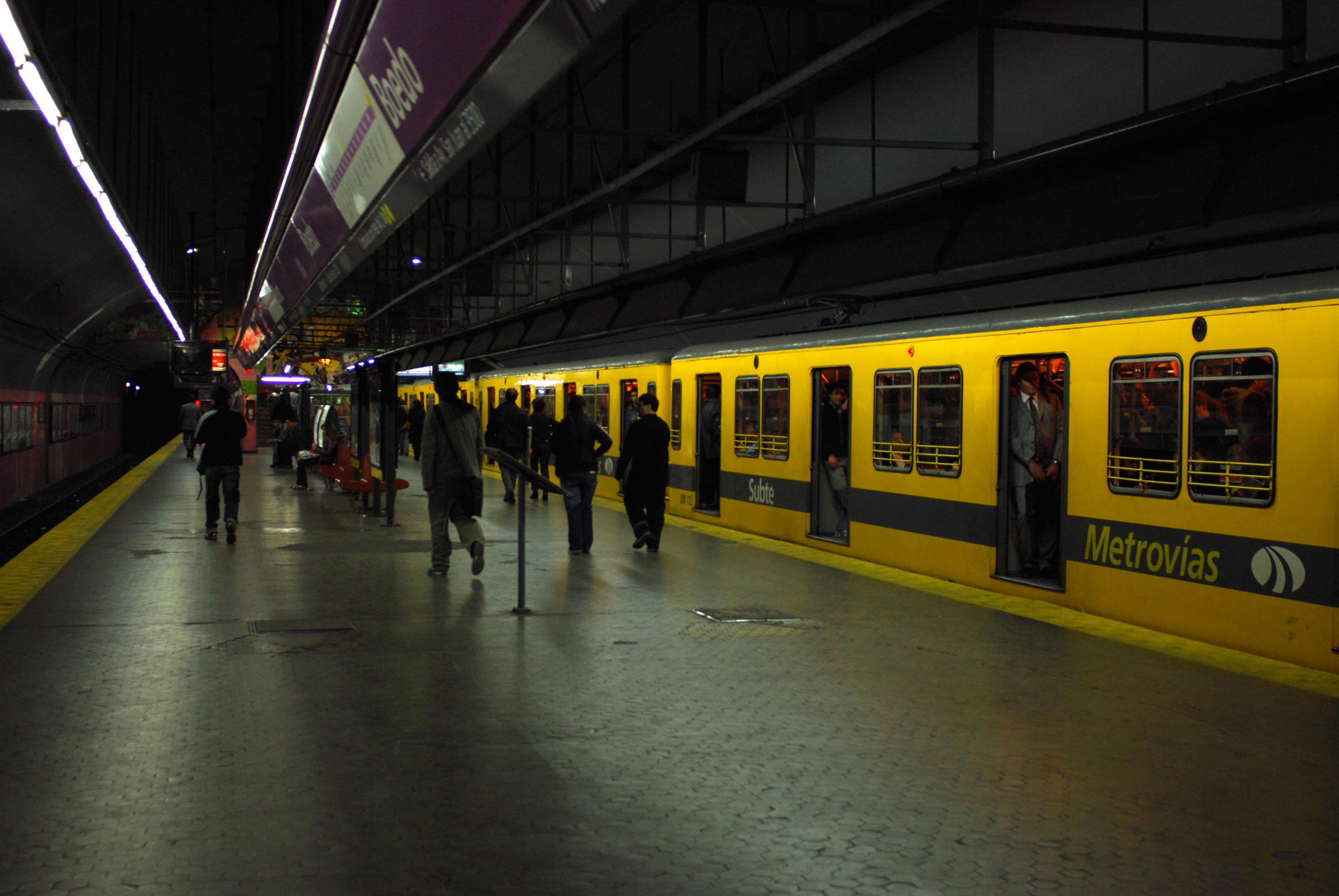
La estación, en 2008